# Joël Schmied
Joël Pascal Schmied (Berna, 23 de septiembre de 1998) es un futbolista suizo. Su posición es la de defensa y su club es el F. C. Colonia de la 1. Bundesliga.

## Trayectoria

### FC Wil
El 17 de junio de 2019 llegó al FC Wil en calidad de cedido durante la temporada 2019-20.

### FC Vaduz
El 21 de agosto de 2020 se hizo oficial su traspaso al F. C. Vaduz firmando un contrato hasta 2023.

### FC Sion
El 23 de agosto de 2021 se hace oficial su llegada al F. C. Sion, firmando un contrato hasta 2025.

## Selección nacional
Ha sido internacional con las categorías sub-16, sub-19 y sub-20 de Suiza.

## Estadísticas

### Clubes
Actualizado al último partido jugado el 14 de diciembre de 2024.
| Club | Div.          | Temporada     | Liga  | Liga  | Copas nacionales(1) | Copas nacionales(1) | Copas internacionales(2) | Copas internacionales(2) | Total | Total | Media goleadora(3) |
| Club | Div.          | Temporada     | Part. | Goles | Part.               | Goles               | Part.                    | Goles                    | Part. | Goles | Media goleadora(3) |
| --- | ------------- | ------------- | ----- | ----- | ------------------- | ------------------- | ------------------------ | ------------------------ | ----- | ----- | ------------------ |
| FC Breitenrain · Suiza | 3.ª           | 2018-19       | 0     | 0     | 2                   | 0                   | -                        | -                        | 2     | 0     | 0                  |
| FC Breitenrain · Suiza | Total club    | Total club    | 0     | 0     | 2                   | 0                   | 0                        | 0                        | 2     | 0     | 0                  |
| FC Rapperswil-Jona · Suiza | 2.ª           | 2018-19       | 18    | 1     | -                   | -                   | -                        | -                        | 18    | 1     | 0,06               |
| FC Rapperswil-Jona · Suiza | Total club    | Total club    | 18    | 1     | 0                   | 0                   | 0                        | 0                        | 18    | 1     | 0,06               |
| FC Wil · Suiza | 2.ª           | 2019-20       | 36    | 3     | 2                   | 0                   | -                        | -                        | 38    | 3     | 0,08               |
| FC Wil · Suiza | Total club    | Total club    | 36    | 3     | 2                   | 0                   | 0                        | 0                        | 38    | 3     | 0,08               |
| FC Vaduz · Suiza | 2.ª           | 2020-21       | 32    | 7     | -                   | -                   | -                        | -                        | 32    | 7     | 0,22               |
| FC Vaduz · Suiza | 2.ª           | 2021-22       | 3     | 1     | -                   | -                   | 2                        | 0                        | 5     | 1     | 0,2                |
| FC Vaduz · Suiza | Total club    | Total club    | 35    | 8     | 0                   | 0                   | 2                        | 0                        | 37    | 8     | 0,22               |
| F. C. Sion · Suiza | 1.ª           | 2021-22       | 6     | 0     | 1                   | 0                   | -                        | -                        | 7     | 0     | 0                  |
| F. C. Sion · Suiza | 1.ª           | 2022-23       | 24    | 1     | 2                   | 0                   | -                        | -                        | 26    | 1     | 0,07               |
| F. C. Sion · Suiza | 2.ª           | 2023-24       | 34    | 5     | 5                   | 0                   | -                        | -                        | 39    | 5     | 0,13               |
| F. C. Sion · Suiza | 1.ª           | 2024-25       | 18    | 3     | 3                   | 0                   | -                        | -                        | 21    | 3     | 0,14               |
| F. C. Sion · Suiza | Total club    | Total club    | 82    | 9     | 11                  | 0                   | 0                        | 0                        | 93    | 9     | 0,1                |
| Total carrera | Total carrera | Total carrera | 171   | 21    | 15                  | 0                   | 2                        | 0                        | 188   | 21    | 0,11               |
| (1) Incluye datos de Copa de Suiza. (2) Incluye datos de Liga Europa Conferencia de la UEFA. (3) No incluye goles en partidos amistosos. |               |               |       |       |                     |                     |                          |                          |       |       |                    |